# Drapelul Rusiei

Steagul Federației Ruse

Steagul Rusiei este un tricolor cu trei câmpuri orizontale egale ca lățime, cu albul pe primul rând, albastru la mijloc și roșu jos. Steagul Rusiei este sursa de inspirație pentru culorile panslave. 

## Tradiție
Acest steag a fost folosit ca drapel al marinei și armatei terestre din 1693 și a fost adoptat ca drapel civil în 1705 pentru a fi arborat la catargul vaselor comerciale. Pe 7 mai 1883 s-a autorizat folosirea acestui drapel și pe uscat. Totuși, nu a devenit steag național până la încoronarea țarului Nicolae al II-lea din 1896. 
Legendele populare afirmă că originea steagului național poate fi găsită în vizita țarului Petru cel Mare în Olanda în anul 1699. Țarul, care a sosit în vizită în această țară dorind să studieze problema construcțiilor navale, și-ar fi dat seama că și Rusiei i-ar fi trebuit drapel care să fie arborat la catargul corăbiilor care urmau să fie construite. După cum se spune, el a conceput un drapel bazându-se pe steagul Olandei, drapel care se folosea însă culorile naționale rusești (alb, albastru, roșu), înlocuind portocaliul olandez cu roșul rusesc. 
Această poveste, foarte populară, se pare că nu are nici un sâmbure de adevăr, deoarece o carte germană în care erau prezentate steagurile naționale, descria în 1695, cu patru ani mai înaintea vizitei țarului Petru I în Olanda, steagul tricolor alb-albastru-roșu al Principatului Moscovei. Mai mult, există dovezi că drapelul tricolor fusese deja arborat de Oriol ("Vulturul") prima corabie de război rusească, încă din 1667.
Cel mai probabil, cele trei culori sunt cele ale Stemei Marelui Cnezat al Moscovei, care-l avea reprezentat pe Sfântul Gheorghe purtând armură alb-argintie, călărind un cal alb, purtând capă și suliță albastre, totul pe un câmp roșu. Altă versiune afirmă că cele trei culori sunt asociate cu cele ale straielor Fecioarei Mariei, sfânta protectoare a Rusiei. 
O altă interpretare a celor trei culori și ordinei în care sunt așezate este că ar reprezenta sistemul social din timpul monarhiei, în care albul l-ar reprezenta pe Dumnezeu, albastrul pe țar, iar roșul pe țărani. O altă interpretare foarte răspândită este aceea a legăturii dintre cele trei culori și principalele părți componente ale Imperiului Rus: albul – Rusia Albă (Belarus), albastru – Rusia Mică ("Malorossia", Ucraina), iar roșu – Rusia Mare (Rusia).

## Versiuni ale steagului național
O variantă a steagului a fost aprobată pentru uzul privat al țarului Nicolae al II-lea în timpul primului război mondial. Acest steag avea vulturul Romanovilor pe câmp auriu așezat în colțul din stânga-sus. Acest steag nu a avut niciodată un statut oficial. 

Steagul RSFS Ruse, 1918-1937

Steagul RSFS Ruse, 1954-1991

Când bolșevicii au preluat putere în 1917, ei au renunțat la folosirea steagului tricolor, în schimb adoptând steagul roșu cu diferite variante ale abrevierii RSFS Ruse în colțul stânga-sus. Ultima versiune a steagului roșu a fost adoptată în 1954 și a fost steagul național al RSFS Ruse până la prăbușirea Uniunii Sovietice din 1991. Steagului Uniunii Sovietice îi lipsea banda verticală albastră din partea stângă. 
Steagul imperial alb-albastru-roșu a fost readoptat de Rusia pe 22 august 1991. 